# Atriplex confertifolia
Atriplex confertifolia là loài thực vật có hoa thuộc họ Dền. Loài này được (Torr. & Frém.) S.Watson mô tả khoa học đầu tiên năm 1874.